# Caulospongia plicata
Caulospongia plicata är en svampdjursart som beskrevs av Kent 1871. Caulospongia plicata ingår i släktet Caulospongia och familjen Suberitidae.
Artens utbredningsområde är havet kring Australien. Inga underarter finns listade i Catalogue of Life.